# Атонска академия
Атонската академия (на гръцки: Αθωνιάδα Ακαδημία) е православна образователна институция основана през 1749 г. на Света гора, тогава в Османската империя, в опит за модерно схоластично съчетание на православната богословска традиция с европейското просвещение.
Основна заслуга за въздигането на тази нова академия има Евгениос Вулгарис, който поема водеща роля на място през 1753 г. 
Още с учредяването си, Атонската академия си навлича ненавистта на безпросветното монашеско братство, най-вече заради опита за дидактично съчетание на античната философия и съвременната физика с православното фанариотско буквоядство всред монасите. Голяма логистика за учредяването на първата православна академия оказва патриарх Кирил V Константинополски.
През 1758 г. Вулгарис все пак е прогонен от Атонската академия, не без помощта на новия цариградски патриарх Калиник IV Константинополски. След низвергването на патриарх Кирил V, Вулгарис се чувства изоставен и напуска академията и Атон. Въпреки че, след оттеглянето на Вулгарис академията продължава формално да съществува, нейната функция се изчерпа само до изучаване на традиционното православно богословие от това време.
През 1821 г., във връзка с избухналата гръцка война за независимост, дейността на академията е преустановена, после през 1842 г. е възобновена, но от 1845 г. седалището на академията се мести в Карея.
Академията не функционира през Първата и Втората световни войни в следвоенните години – от 1916 до 1930 и от 1940 до 1953 г.
Първата сграда на академията е в руини до Ватопедския манастир.